# 30/30-150
"30/30-150" to pierwszy singiel zespołu Stone Sour promujący ich drugą, wydaną w 2006 roku płytę Come What(ever) May. Utwór ten, otrzymał nominację w kategorii Best Metal Performance na 49 rozdaniu nagród Grammy. W tym utworze, na perkusji grał Shannon Larkin, ale w teledysku występuje już Roy Mayorga.

## Lista utworów
1. "30/30-150"
2. "Reborn"